# Nookie
Nookie (englisch Geschlechtsverkehr) ist ein Lied der US-amerikanischen Nu-Metal-Band Limp Bizkit. Es erschien am 15. Juni 1999 als erste Single ihres zweiten Studioalbums Significant Other. Das Lied wurde bei den Grammy Awards 2000 in der Kategorie Best Hard Rock Performance nominiert.

## Inhalt
Nookie ist ein Nu-Metal-Song, der von Fred Durst, John Otto, Sam Rivers, Wes Borland geschrieben wurde. Der Text ist in englischer Sprache verfasst. Nookie ist in der Albumversion 4:50 Minuten und in der Singleversion 4:26 Minuten lang, wurde in der Tonart B-Dur geschrieben und weist ein Tempo von 98 BPM auf. Das Lied wurde mit dem Produzenten Terry Date in den NRG Recording Studios in North Hollywood aufgenommen. Brendan O’Brien mischte zusammen mit Jeff Dunne und Trent Woodman das Lied. Über die Entstehung des Liedes machte der Gitarrist Wes Borland zwei unterschiedliche Angaben. Gegenüber dem britischen Magazin Kerrang erklärte er, dass während der Aufnahmen im Studio ein Pornoheft rumlag, auf dessen Cover das Wort „Nookie“ stand. Borland schlug daher Nookie als Arbeitstitel vor, weil er nicht daran dachte, dass irgendjemand diesen Titel tatsächlich verwenden würde.
Gegenüber Songfacts.com sagte Borland, dass das Lied aus einer Jamsession entstand. DJ Lethal hatte einen Beat aus einem italienischen Pornofilm aus den 1970er Jahren, zu dem Borland Gitarre spielte. Borland schlug daraufhin den Titel „Nookie“ vor. Am nächsten Tag kam Sänger Fred Durst hinzu, der über das neue Lied und den Arbeitstitel informiert wurde. Laut Wes Borland wäre Durst, nachdem ihm das Lied vorgespielt wurde, ausgeflippt und wollte „Nookie“ als endgültigen Titel verwenden. Ebenso wollte er das Wort in seinem Text verwenden. In dem Text geht es um eine Ex-Freundin von Fred Durst, die ihn schlecht behandelt haben soll. Er konnte sich aber nicht von ihr trennen, weil er dachte, dass er nicht über sie hinwegkommen würde. Sie soll seine Freunde reingelegt und ihn wegen seines Geldes ausgenutzt haben. Durst überlegte, warum er dies tat und kam zu dem Schluss, dass er alles nur für den Sex getan hat.
Für Limp Bizkits Remixalbum New Old Songs steuerten The Neptunes den Titel Nookie – For the Nookie bei. Darüber hinaus ist Nookie auf dem Best-of-Album Greatest Hitz und dem Livealbum Rock im Park 2001 zu hören.

## Musikvideo
Für das Lied wurde in Long Island City ein Musikvideo veröffentlicht, bei dem Fred Durst Regie führte. Sänger Fred Durst geht durch die Stadt und wird im Laufe des Videos von immer mehr Frauen verfolgt. Währenddessen spielt die Band in einem Hinterhof vor einem ausschließlich männlichen Publikum. Während der Bridge des Liedes erreichen Fred Durst und die ihn verfolgenden Frauen die restliche Band. Gemeinsam wird das Lied zu Ende aufgeführt. Am Ende des Videos verlässt Fred Durst den Hinterhof, wo er von Polizisten wegen Landfriedensbruch verhaftet wird.
Am Tag bevor das Video gedreht wurde, wurde ein Aufruf gestartet, nach dem sich Limp-Bizkit-Fans, die beim Videodreh mitmachen wollen, gegen 14:30 Uhr treffen sollten. Unter anderem ist in dem Video die Schauspielerin Sunny Mabrey zu sehen. Eine der Teilnehmerinnen am Videodreh schrieb später bei Reddit, dass die gleiche zwanzigsekündige Sequenz immer und immer wieder gespielt wurde und die Fans immer wieder hoch- und runtergesprungen wäre. Obwohl die Band mit ihren Instrumenten und Vertreter von MTV anwesend waren, wurde keine Livemusik gespielt.

## Rezeption

### Kritiken
Tim Grierson vom US-amerikanischen Magazin Revolver beschrieb Nookie als „eine der größten Hymnen des Nu Metal“ sowie eines „der prägensten Lieder der Ära“. Chris DeVille vom Onlinemagazin Stereogum beschrieb Nookie als „ein weiterer Song, der ein kraftvoller Rap-Rock-Hybrid sein könnte, bei dem Fred Durst aber stört“. „Traurigerweise“ wäre Nookie das „beste, was Limp Bizkit auf dem Album zu bieten hätten“.

### Musikpreise
Das Lied wurde bei den Grammy Awards 2000 in der Kategorie Best Hard Rock Performance nominiert, der Preis ging jedoch an Metallica. Nookie wurde bei den MTV Video Music Awards 1999 in den Kategorien Best Group Video sowie Best Rock Video nominiert. Die Preise gingen jedoch an TLC bzw. Korn.

## Kommerzieller Erfolg

### Chartplatzierungen
| ChartsChartplatzierungen       | Höchstplatzierung | Wochen |
| ------------------------------ | ----------------- | ------ |
| Vereinigte Staaten (Billboard) | 80 (11 Wo.)       | 11     |

### Auszeichnungen für Musikverkäufe
| Land/Region                  | Auszeichnungen für Musikverkäufe (Land/Region, Auszeichnung, Verkäufe) | Verkäufe |
| ---------------------------- | ---------------------------------------------------------------------- | -------- |
| Vereinigtes Königreich (BPI) | Silber                                                                 | 200.000  |
| Insgesamt                    | 1× Silber ·                                                            | 200.000  |

Hauptartikel: Limp Bizkit/Auszeichnungen für Musikverkäufe